# Klooster Dolphia

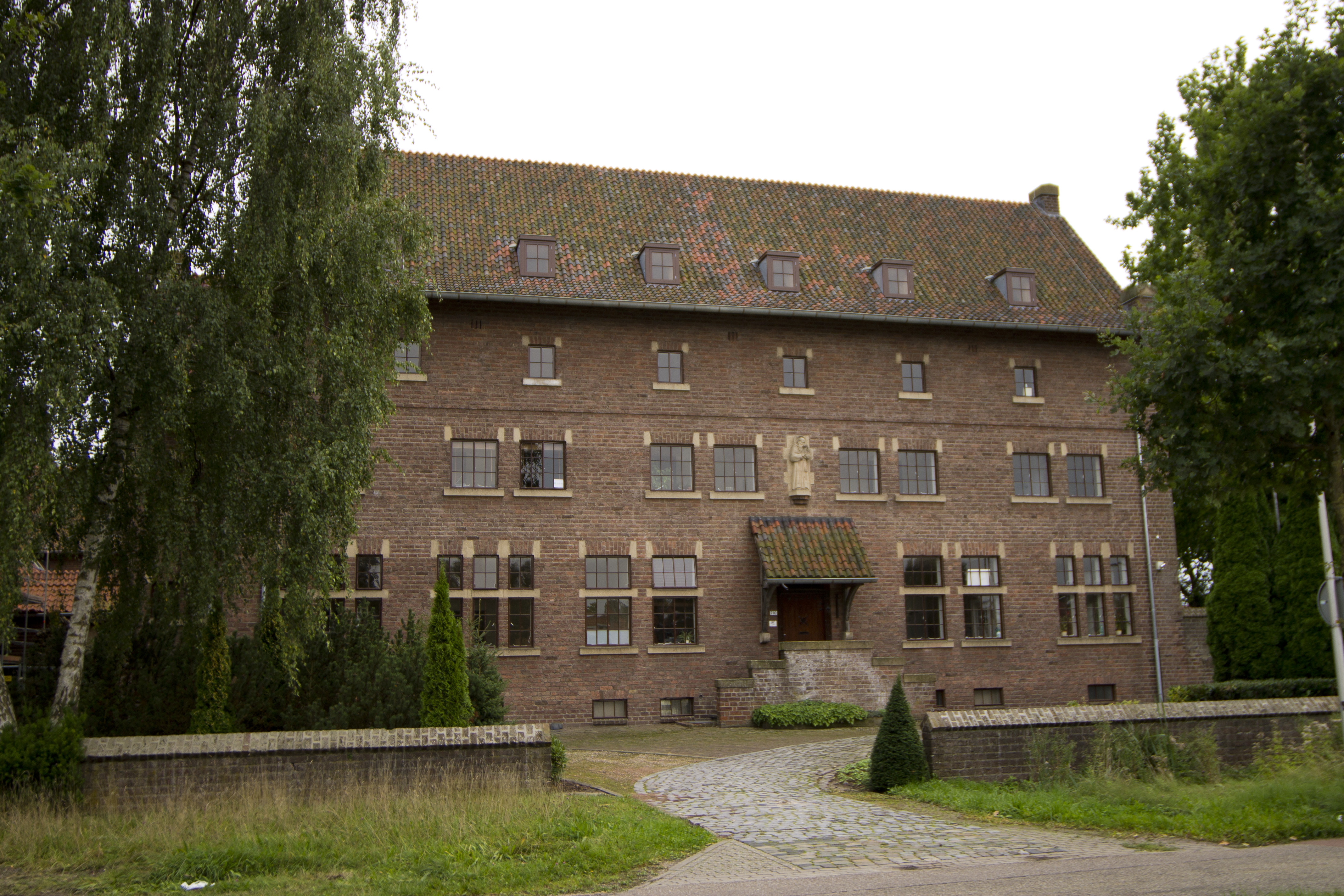
Voorgevel

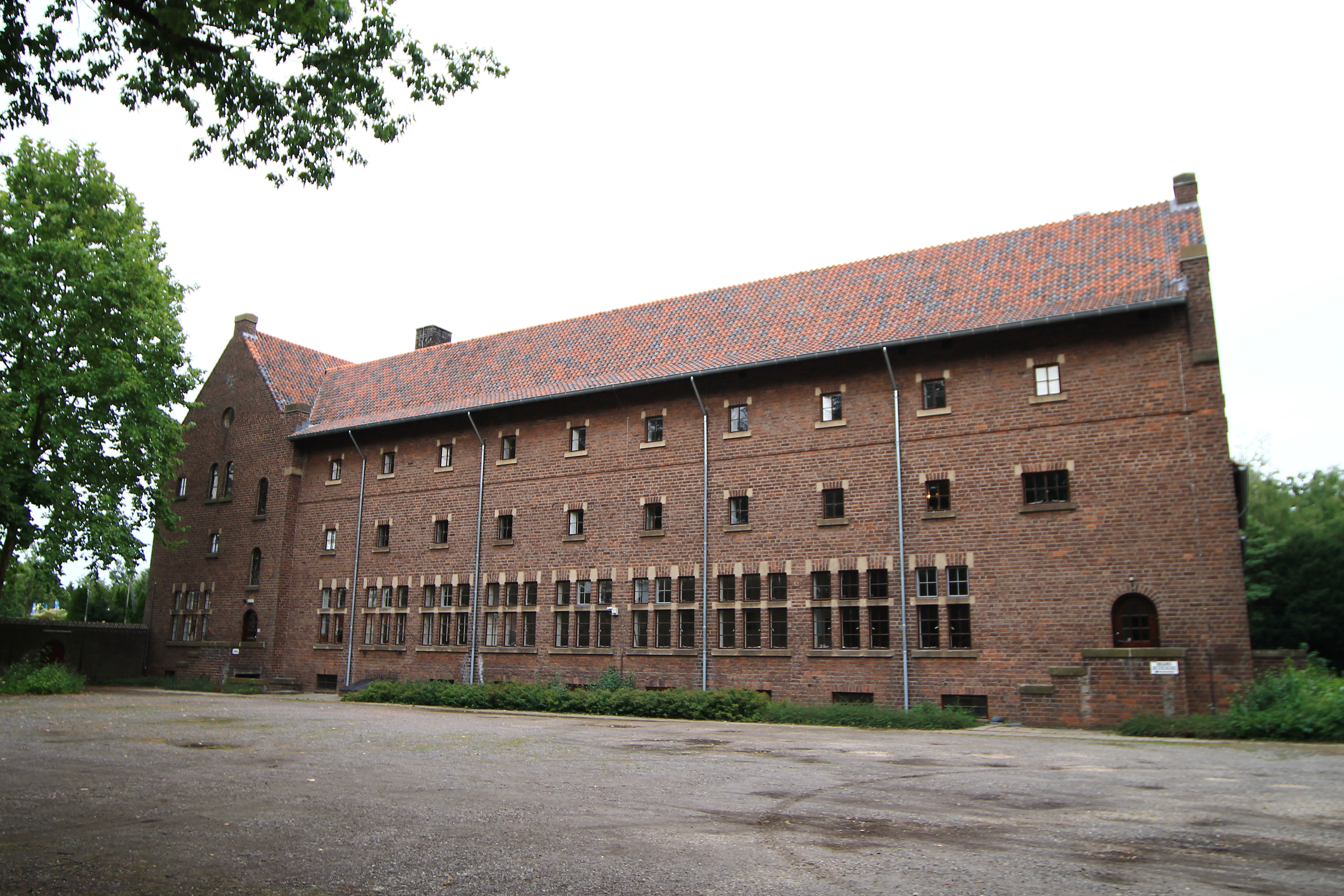
Zijaanzicht links

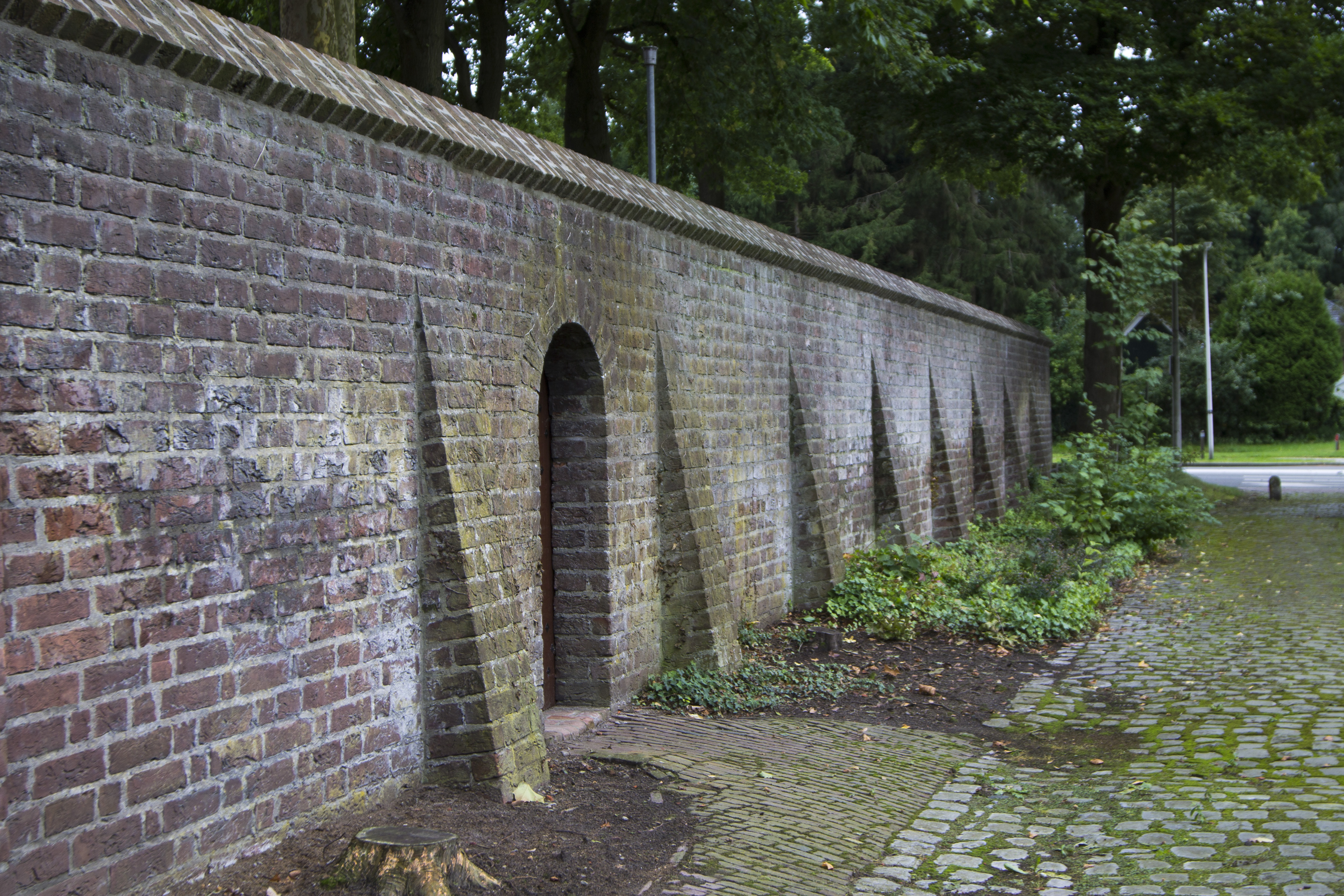
Deel van de muur rond het klooster

Klooster Dolphia is een voormalig klooster van de Orde van kapucijnen bij de wijk Dolphia in Glanerbrug nabij Enschede. Het werd gebouwd vanaf 12 augustus 1936 en was als klooster in gebruik van 1937 tot 1996. In 1999 is het klooster aangewezen als rijksmonument.

## Geschiedenis
De geschiedenis van het klooster Dolphia start met de stichting van een parochie in de wijk Dolphia. Deze wijk werd rond 1930 aangelegd aan de Gronausestraat in, wat nu Enschede is, maar wat toen tot Lonneker behoorde. De rooms-katholieke inwoners van de wijk Dolphia waren aangewezen op Glanerbrug voor hun geloofsactiviteiten. De pastoor van Glanerbrug besloot toen een buitenpost in Dolphia te stichten, wat resulteerde in de Bernadettekerk, die in 1934 gebouwd is. Inmiddels was de orde van de kapucijnen op zoek naar een geschikte plaats voor een nieuw te bouwen klooster. De keuze viel op de wijk Dolphia. De financiële problemen van de parochie zullen een belangrijke rol gespeeld hebben bij de keuze van deze plaats. De kerk en het woonhuis met een groot stuk grond werden aangekocht. De kapucijnen betrokken eerst het woonhuis dat voor de kerk stond, waarna er gestart kon worden met de bouw van het klooster.

## De architect
De rooms-katholieke architect, M. van Beek uit Eindhoven, is verantwoordelijk voor het ontwerp van het klooster. Met het ontwerp van de Bernadettekerk als uitgangspunt, heeft hij ervoor gekozen het klooster uit te voeren in een traditionalistische stijl. Hij had het idee om het gebouw zo veel mogelijk een middeleeuwse karakter te geven. Vandaar de bouw met een grote, lichtrode baksteen die kloostermop wordt genoemd, een steen die in de middeleeuwen werd gebruikt. Naast traditionele materialen schuwde hij het gebruik van nieuwe materialen niet. Dit is terug te vinden in onder andere het gebruik van stalen kozijnen en binnen blinden.

## De bouw
De architect is in 1936 begonnen met tekenen, er zijn minstens twee versies van bouwtekeningen bekend. In 1937 was het gebouw klaar voor gebruik. Het klooster is gebouwd door een rooms-katholieke aannemer, de Gebr. Bröring uit Stadskanaal/Apeldoorn. Er waren 60 aannemers uitgenodigd om een offerte in te dienen. Zij waren de goedkoopste met ƒ123.500,00.

## De twee kerken
Achter de Bernadettekerk bevindt zich de kloosterkerk. Deze kerken zijn voor de monniken aan één gesloten. De interne verbinding met de Bernadettekerk was aanvankelijk een open boog, later een gemetselde muur. Op de muur bevindt zich een muurschildering. De kloosterkerk is uitgevoerd in eenzelfde soort baksteen, hetzelfde metselverband en met dezelfde raampartijen. Aan de buitenkant is dan ook geen verschil te ontdekken. Naast de Bernadettekerk is een zogenaamde Lourdesgrot aangebracht. Voor de kerk stond een woonhuis, Mon Refuge geheten. Deze is rond 1972 afgebroken.

## Tweede Wereldoorlog
Met het uitbreken van de Tweede Wereldoorlog ontstond er al gauw onzekerheid over het lot van het klooster. En wat men vreesde, gebeurde, de kapucijnen moesten uit het klooster. Na enkele inspecties door Duitse delegaties, werd het klooster door de  Wehrmacht op 31 maart 1943 in gebruik genomen. Daarna werd het gebouw het onderkomen van de Grüne Polizei. Ten tijde van de oorlog bevond zich in de kelder een gevangenis. Eén van de gevangenen werd in de tuin gefusilleerd. Na de oorlog is het gebouw in 1946 weer aan de kapucijnen teruggegeven. De schade, die niet al te groot was, is hersteld.

## Gesloten en verkocht
Het gebouw heeft tot in de jaren ’60 gefunctioneerd als klooster. Er was een tijd kleinseminarie in ondergebracht. Maar met de grote en snelle veranderingen na het Tweede Vaticaans Concilie van 1962-1965, en met de nodige liturgische veranderingen, is de belangstelling voor de orde afgenomen. In 1972 is het klooster afgestoten en verkocht, eerst aan het conservatorium, later aan Jeroen Teelen, die zijn bedrijf Teelen BV er in vestigde en het deels renoveerde. Tot slot is het een bedrijfsverzamelgebouw geworden. De Bernadettekerk is tot 1994 als parochiekerk gebruikt,  daarna gesloten en ook verkocht aan Jeroen Teelen.

## Anno 2012
Na, de nu uitgevoerde restauratie, zal het klooster verder vorm krijgen in zijn herbestemming.
De vormen die voor ogen zijn, zijn onder andere uitbreiding concept bedrijfsverzamelgebouw, vergader- en conferentieruimte.